# Castello di Arques
Il castello di Arques (in dialetto linguadociano: Castèl d'Arcas) è un castello del XIII-XIV secolo, che si trova nel comune di Arques nel dipartimento francese dell'Aude, e fa parte dei cosiddetti castelli catari.

## Storia
Nel 1210, dopo la sconfitta del castello di Termes durante la crociata albigese, Simone IV di Montfort attaccò Arques e, dopo aver bruciato il villaggio sulle rive del Rialsès, donò il territorio ad uno dei suoi luogotenenti, Pierre de Voisins.
Nel 1284 Gilles de Voisins iniziò i lavori per la costruzione di un castello, con l'intento di difendere la valle del Rialsès e di controllare le vie di transumanza che portavano al Massiccio delle Corbières, che fu completato nel 1316.
Nel 1518 il castello fu abbandonato a favore di Couiza e nel 1575 fu assediato dai protestanti e solo il mastio riuscì a resistere all'assalto.
Allo scoppio della Rivoluzione francese il castello cadde in rovina. Fu venduto come bene nazionale e successivamente subì gravi danni.

## Architettura
Il castello è costituito da una cinta muraria e da un alto mastio quadrato con quattro torrette.
La cinta quasi quadrata (51 metri per 55) circonda il castello con un portale dotato di caditoie e sormontato da una chiave di volta recante lo stemma della famiglia Voisin. Lungo la cinta dovevano esistere numerosi edifici ma rimangono soltanto due torri residenziali ben conservate.
Il mastio quadrato, alto 24 metri, è un'opera di architettura militare ispirata ai castelli dell'Île-de-France. Si dispone su quattro livelli serviti da scale a chiocciola, con l'ultimo piano destinato alla difesa del castello. Quaranta soldati potevano difenderlo grazie a numerose buche assassine e campate rettangolari incastonate simmetricamente nelle mura.
È un buon esempio del progresso nella costruzione militare in una regione strategicamente importante.

## Oggi
Il castello è di proprietà in parte del comune e in parte di privati e dal 1887 è classificato monumento storico dal Ministero della Cultura francese. È stato ristrutturato e, in parte, ricostruito ed aperto ai visitatori.